# Еллінське походження македонян
У статті наведені факти за і проти грецького походження стародавніх македонян. Вчені, дискутують про те, чи була Стародавня Македонія еллінською державою чи ні, посилаються як на свідчення античних авторів, так і на лінгвістичний матеріал. Жоден з доказів не є незаперечним, однак накопичений лінгвістичний та історичний матеріал дозволяє віднести македонян до грецької гілки народів, хоча ступінь їх близькості залишається нез'ясованим.

## Аргументи прихильників близькості македонян до греків

### Давньогрецька література
Діалог між афінянином і македонянином у комедії «Македоняни» (V століття до н. е., поет Страттіс) йде грецькою мовою. Географ Феофраст посилається на розмови з простими людьми з Македонії, драматург Евріпід жив і провів останні роки в Македонії. Грецькі п'єси грали в Македонії, зокрема п'єси Евріпіда «Архелай» і «Вакханки» вперше виконали на сцені в Діоні. Ніде немає згадок про серйозний мовний бар'єр, тільки рідкісні свідоцтва про відмінність у вимові. Македоняни замість придихового звуку φ [ph] вимовляли дзвінке β [b], наприклад Геродот зауважує:
| «За словами македонян, поки фригійці /Φρύγες/ жили разом з ними в Європі, вони називалися брігійцями /Βρίγες/». |

### Геродот
Згідно з деякими тлумаченнями, Геродот вказує на дорійське походження македонян:
| «Після вигнання з Гістіеотиди кадмейцями дорійці оселилися поблизу Підна і називалися тепер македнами. Звідси це плем'я знову переселилося до Дріопіди, а звідти насамперед у Пелопоннес, де і прийняло ім'я дорійців»[1]. |
Однак, існують різні трактування назви македни, яку не можна вважати звичайним синонімом грецького імені македонян. Крім того можливий інший переклад наведеного фрагменту, згідно з яким «дорійці оселилися поблизу Підна в області, званій Македонією».
В іншому місці Геродот стверджує, що принаймні правляча династія Македонії мала грецьке походження:
| «А те, що ці македонські царі, нащадки Пердікки, — дійсно елліни, стверджують не тільки вони самі, але і я переконаний в цьому. Крім того, і судді Олімпійських змагань визнали це. Коли Александр забажав взяти участь у змаганнях і для цього прибув до Олімпії, то елліни, учасники змагань, вимагали його виключення. Ці змагання, говорили вони, для еллінів, а не для варварів. Александр натомість довів, що він аргосець, і судді визнали його еллінське походження»[4]. |
Історик Фукідід особисто відвідував Македонію наприкінці V століття до н. е. і не піддає сумніву еллінське походження (з Аргоса) македонських царів. Однак можна розглядати ті самі дані як аргумент проти еллінського походження македонян: сам факт, що еллінське походження династії приходилось доводити, означає, що приналежність династії, і тим більше самої Македонії, до еллінського світу зовсім не була для греків чимось очевидним. До того ж, як доказ цього походження у Геродота наводиться тільки легенда з досить казковим забарвленням про те, як у віддаленому минулому, внаслідок дуже незвичайних обставин, троє братів, вигнані з Аргоса, здобули македонський престол.
Що стосується Олімпійських змагань, існує епізод у промові Есхіна «Про злочинне посольство» (середина IV століття до н. е.), де македонян звинувачували в порушенні священного для всіх греків Олімпійського перемир'я. Македоняни, звичайно, варвари, оскільки порушили звичай, але ще дивнішим було б звинувачувати у святотатстві дійсних варварів. За Александра Великого (328 до н. е.) вже навіть прості македоняни відзначені серед переможців Олімпіад.

### Гесіод
Поет Гесіод (VIII—VII століття до н. е.) у «Каталозі жінок» в міфічному викладі вказує на спорідненість македонян і фессалійців (плем'я магнетів):
| «Фія, що прийняла зачаття від радісногромового Зевса, Двоє синів народила: Македон конеборний з Магнетом, В Пієрійському краю мешкали біля Олімпу». |
За Гесіодом прабатьками основних грецьких племен був Еллін, брат Фії. Зовсім відмінні від греків народи походили від каменів, що кидаються прабатьком людства Девкаліоном, батьком Елліна і Фії.
Грецький історик Гелланік відвідав Македонію в V столітті до н. е. і вивів македонян нащадками міфічного Еола, прабатька еолійців та сина Елліна. Іншим сином Елліна був Дор, прабатько дорійців. Мабуть, якщо навіть відмінності у мові й існували, то не настільки великі, щоб змусити засумніватися історика в грецьких коренях македонян.

### Перси
Перси в 492 році до н. е. (доба правління Дарія I) іменували македонян греками в капелюхах від сонця (Yaunâ takabarâ, Yaunâ — походить від назви греків-іонійців, що жили в Малій Азії), що засвідчено в давньоперсидському написі про племена, підвладні Дарію. Македоняни носили національні широкополі капелюхи, кавси, а інших відмінностей від греків перси, імовірно, не помічали.

### Страбон
Географ початку 1 століття н. е. Страбон описував македонян як різні варварські племена, підкорені греками під початком перших македонських царів династії Аргеадів. Частина його праці, присвячена Македонії, не збереглася, але вціліли цитати пізніших авторів. Страбон писав:
| Македонія, звичайно, частина Греції, навіть тепер [після римського завоювання]. Але оскільки я дотримуюся природи і розташування місць географічно, я вирішив описати її окремо від решти Греції і приєднати до тієї частини Фракії, яка межує з нею»[6]. |

### Тіт Лівій
Давньоримський історик Тіт Лівій на зламі нашої ери цитує македонського посла III століття до н. е., який називає македонян людьми однієї мови з етолійцями і акарнянами, тобто греками:
| «Етолійці, акарнани, македоняни розмовляють всі однією мовою, сьогодні вони посварилися і розійшлися, завтра — знову об'єдналися…»[7] |

### Плутарх
Плутарх вживав вираз, який сучасні лінгвісти не можуть точно перекласти і який означає чи то македонську мову, чи то македонську говірку. Проте з його опису походу Александра Македонського можна зробити висновок, що македоняни розмовляли грецькою мовою:
| «З цією самою метою він відібрав тридцять тисяч хлопчиків і поставив над ними численних наставників, щоб вивчити їх грецькій грамоті [грецької мови в англійському перекладі] і поводження з македонським зброєю»[8]. |

### Імена
Аналіз німецького лінгвіста Отто Гофмана імен 40 македонян, відбитих у написі від 423 до н. е. (з приводу союзу між Афінами і македонським царем Пердіккою II):
| «Одне ім'я, ймовірно, фракійського походження, ще одне неясного походження. Всі інші імена мають красиву чітку елліністичну структуру, і тільки два з них, Неоптолем і Мелеагр, могли бути запозичені з еллінської міфології». |
Гофман зауважує, що македонські слова, відмінні від грецьких, належать до вузького кола назв тварин, рослин, одягу, військової амуніції, тобто того кола, де існує висока ймовірність запозичень ззовні. Проведений аналіз призводить лінгвіста до висновку: македонські слова грецького звучання не є запозиченнями з відомих діалектів Еллади, але сформувалися самостійно як інші діалекти з єдиної основи, можливо, протогрецької мови. Наявність фракійських імен не має дивувати, вважається, що після витіснення фракійців чимало їх залишилося проживати серед македонян.
Інше джерело македонських імен — написи на могильних каменях античного кладовища поблизу виявлених 1977 року у Вергіні царських склепів Філіппа II і його матері. Камені, що датуються другою половиною IV століття до н. е., прикрашали могили простих македонян, чоловіків і жінок. Ідентифіковано 75 імен, всі з них грецькі.

### Написи
В Македонії знайдені написи грецькою, але не виявлено жодного напису негрецькою мовою (до періоду римського завоювання). Особливо важлива Пеллійський катадесмос, заклинання на свинцевій пластинці, виявлений 1986 року в столиці Стародавньої Македонії місті Пелла (опубліковано вперше 1993 року) і датований IV або III століттями до н. е. У заклинанні якась жінка низького соціального статусу просить демонів зруйнувати одруження якогось Діонісофена на Фетімі. Послання написане мовою, що являє різновид доричного (північно-західний діалект грецької), причому відмінної від інших форм доричної, що свідчить про македонське, а не чужоземне походження автора.

### Висловлювання сучасників
З промови Есхіна «Про злочинне посольство» дізнаємося, що Амінта III, дід Александра Македонського і незначний в той час македонський цар, мав право на участь у загальногрецькому Конгресі в Спарті, який відбувся (371 року до н. е.). При цьому Есхін не відокремлює македонян від греків:
| Він /тобто Амінта/ приєднався до інших греків у голосуванні»[9]. |
У листі Дарію Александр Македонський заявляє:
| «Твої предки вторглися в Македонію і решту Греції». |
Відтак македоняни вважали себе спорідненими з греками, хоча греки не бажали визнавати неосвічених в культурі, грубих вдачами родичів, поки ті раптом не прославили Елладу блискучим бліцкригом в Азії.

## Аргументи противників близькості македонян до греків
Македонян греки називали варварами, але з контексту запальних політичних промов видно, що мається на увазі інший культурний і політичний рівень македонян, а також бажання вразити сильного ворога. Ознакою варварства в поняттях греків була відсутність демократичного правління і спадкові царі Македонії, але аж ніяк не виключно чужа мова. Так само епіротів Фукідід називає варварами, хоча основні Епірські племена вважаються нині носіями грецької мови. Часто цитується фраза Демосфена з його 3-й філіппіки:
| «І ви повинні усвідомлювати, що б греки не перенесли від лакедемонян або від нас, було нанесено істинним народом Греції, і це повинно сприйматися так само, як якщо б законослухняний син, який успадкував багатство, зробив помилку в розпорядженні ним; ґрунтуючись на цьому, слід очікувати від нього здатності до виправлення помилок, до того ж не можна сказати, що він був чужинцем, і не є спадкоємцем власності, з якою має справу. Але б якщо раб чи шалена дитина витрачала і псувала те, в чому він не зацікавлений - Небеса! З якою огидою і ненавистю всі заявлять про це! Однак щодо Філіппа і його діянь вони цього не відчувають, хоча він не тільки не грек і жодним чином не близький до греків, але навіть не варвар з місць, гідних згадки, в дійсності, мерзенний чоловік з Македонії, звідки раніше неможливо було купити пристойного раба». |
Однак інший афінський оратор Ісократ у промові «До Філіппа» робить упор на еллінське походження македонського царя, хоча й відмовляє в тому самому простим македонянам на тій підставі, що «елліни не звикли до влади над собою однієї людини, в той час як інші народи нездатні розпоряджатися своїми життями без такого правління». Інший часто цитований аргумент — цитата з Плутарха:
| «Александр вже не міг стримати гніву: схопивши лежаче біля нього яблуко, він кинув ним у Келіта і став шукати свій кинджал. Але оскільки один з охоронців, Арістофан, встиг вчасно прибрати кинджал, а всі інші оточили Александра і благали його заспокоїтися, він схопився з місця, по-македонськи погукав царську варту (це був умовний знак крайньої небезпеки), велів трубачеві подати сигнал тривоги»[10]. |
Цей аргумент свідчить про те, що розмови в свиті царя велися грецькою, і умовне слово небезпеки зовсім могло бути не стільки македонським, скільки жаргонним. З відмінності македонської і грецької мов не слід робити висновок про їхню несумісність.
Уривок з «Історії Александра» давньоримського письменника Квінта Курція Руфа:
| «Тоді цар, пильно подивившись на нього, сказав: "Судити тебе будуть македоняни, я питаю, чи будеш ти говорити з ними своєю рідною мовою?" На це Філотій відповів: "Крім македонян є багато інших, які, я думаю, краще зрозуміють мене, якщо я буду говорити тією самою мовою, якою говорив і ти, і не заради чого іншого, як бути зрозумілим для більшості". Тоді цар сказав: "Бачите, яка огида у Філота навіть до мови його батьківщини? Він один нехтує її вивченням. Але нехай говорить, як йому завгодно, пам'ятайте тільки, що нашими звичаями він нехтує так само, як і нашою мовою"»[11]. |
Однак існують обґрунтовані підозри, що Курцій вигадав ефектні сцени, намагаючись написати скоріше художній твір, ніж історичний трактат. Якщо хід подій викладається цілком імовірно, цього не можна сказати про численні розмови, вкладені в уста історичних персонажів.
Описуючи військо македонського царя Пердікки в одному з епізодів Пелопонесської війни, Фукідід розрізняє еллінів, які живуть у Македонії, від власне македонян:
| У цей час Брасид і Пердікка разом скоїли вторинний похід проти Аррабея. Пердікка вів за собою війська підвладних йому македонян, а також гоплітів з еллінів, які живуть у Македонії; Брасид крім пелопоннесців, що залишалися у нього, взяв із собою халкідян, аканфян і все, що доставили інші міста в міру своїх сил. |
Трохи пізніше Фукідід змушує спартанського воєначальника Брасида називати македонян "варварами":
| Що стосується варварів, яких через недосвідченість ви боїтеся, то після боїв, які ви мали раніше з варварами македонськими, слід знати, що вони не будуть страшними. |
Ці цитати наводяться як докази того, що тільки правляча династія Македонії мала грецьке походження. Слід зазначити, що в інших місцях Фукідід все-таки розрізняє також македонян і (чистих) варварів, відзначаючи, наприклад:
| «…македоняни і маса варварів раптом були охоплені жахом». |
Згідно з Плутархом, під час конфлікту із незадоволеними македонянами, Александр Македонський вигукнув, звертаючись до двох греків зі свого оточення:
| «Чи не здається вам, що греки прогулюються серед македонян, немов напівбоги серед диких звірів?». |